# Bergeria fletcheri
Bergeria fletcheri är en fjärilsart som beskrevs av Sergius G. Kiriakoff 1957. Bergeria fletcheri ingår i släktet Bergeria och familjen björnspinnare. Inga underarter finns listade i Catalogue of Life.